# Acianthera caldensis
Acianthera caldensis är en orkidéart som först beskrevs av Frederico Carlos Hoehne och Schltr., och fick sitt nu gällande namn av Fábio de Barros. Acianthera caldensis ingår i släktet Acianthera och familjen orkidéer. Inga underarter finns listade i Catalogue of Life.

## Bildgalleri

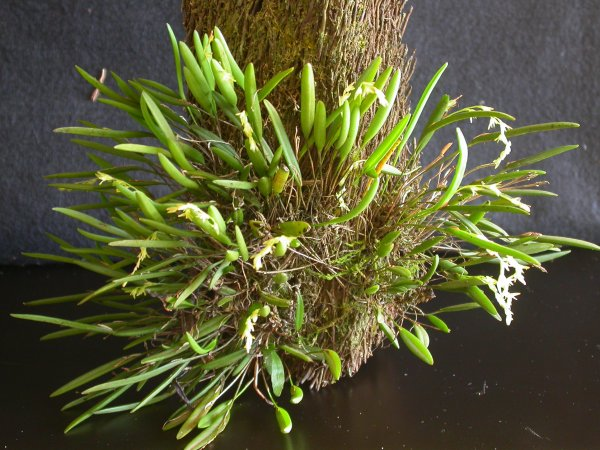
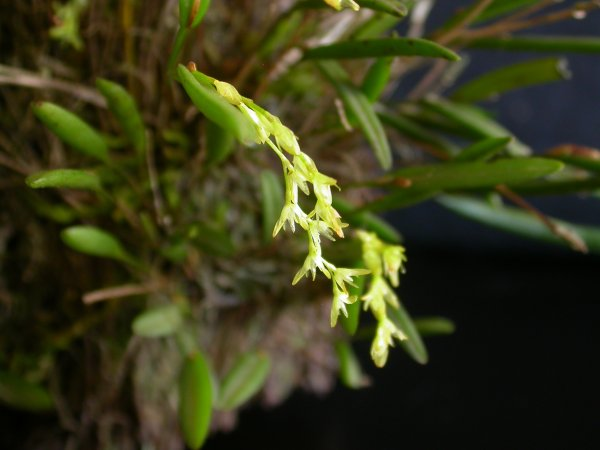
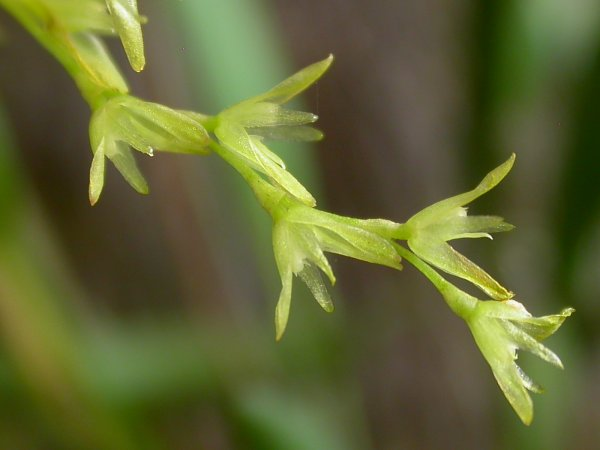
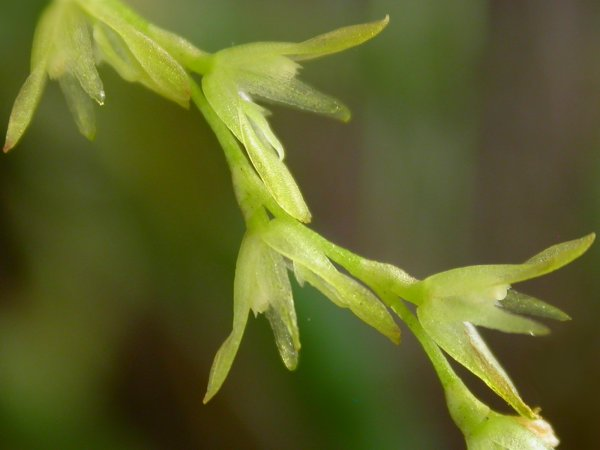
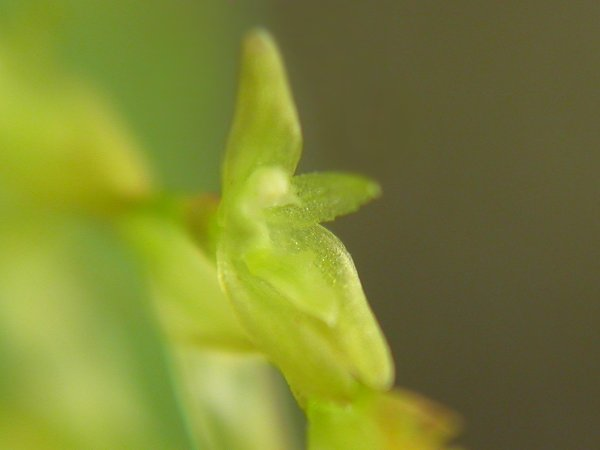
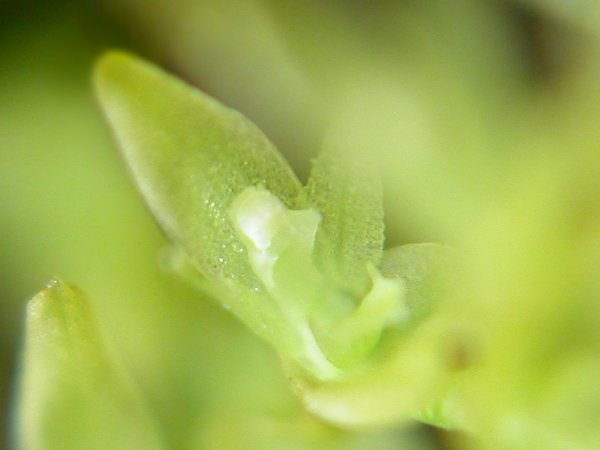